# Ferdinando d'Adda
Ferdinando d'Adda, italijanski rimskokatoliški duhovnik, škof in kardinal, * 1. september 1650, Milano, † 27. januar 1719.

## Življenjepis
3. marca 1687 je bil imenovan za naslovnega nadškofa Amasee in za apostolskega nuncija v Združenem kraljestvu. 1. maja 1687 je prejel škofovsko posvečenje.
13. februarja 1690 je bil povzdignjen v kardinala in imenovan za kardinal-duhovnika S. Clemente; pozneje je bil imenovan še za S. Balbina (2. januar 1696) in S. Pietro in Vincoli (16. aprila 1714).
21. januarja 1715 je bil imenovan za kardinal-škofa Albana.